# 14734 Susanstoker
14734 Susanstoker eller 2000 DZ78 är en asteroid i huvudbältet som upptäcktes den 29 februari 2000 av LINEAR i Socorro County, New Mexico. Den är uppkallad efter Susan L. Stoker.